# Chico O'Farrill
Chico O'Farrill (Arturo O'Farrill, La Habana, 28 de octubre de 1921-Nueva York, 27 de junio de 2001) fue un trompetista, arreglista y director de orquesta de jazz afrocubano, originario de Cuba.

## Historial

### Comienzos
Conocido como «el arquitecto del jazz afrocubano», aprende a tocar la trompeta mientras cursa estudios en una academia militar en Georgia (EE. UU.). Al volver a La Habana, estudia leyes y figura como músico en orquestas de cabaré. En 1946, se va de gira por Europa, con los Havana Cuban Boys de Armando Oréfiche. A la vuelta, abandona la universidad y la trompeta. Decide viajar a Nueva York para abrirse paso como arreglista. Trabaja anónimamente en la «factoría» del arreglista Gil Fuller, en el edificio Brill, hasta que conoce a Benny Goodman, para quien compone «Undercurrent Blues». 
La orquesta de Machito, con su fusión de jazz con ritmos afrocubanos, es una revelación. Escribe para ellos el tema «Gone City», mediante el cual llama la atención del productor Norman Granz, quien le encomienda la primera pieza extensa de jazz afrocubano. En 1950, Chico graba su Afro Cuban Jazz Suite, con la orquesta de Machito y la participación de Charlie Parker, Flip Phillips y Buddy Rich como solistas. Con su propia formación, realiza la Second Afro-Cuban Jazz Suite(1952). A ésta la suceden otras composiciones largas: Suite Manteca(1954) y Oro, incienso y mirra(1975), para Dizzy Gillespie; Suite Azteca(1959), para Art Farmer; Three Afro Cuban Jazz Moods(1970), para Clark Terry; Suite Tanga(1992), para Mario Bauzá, y Trumpet Fantasy(1995), para Wynton Marsalis.

### El éxito como arreglista
Al comienzo de los años 1950, en Nueva York, a raíz de la Afro Cuban Jazz Suite, O'Farrill escribe «Cuban Episode», para Stan Kenton, y forma su propia orquesta, en la que figuran músicos de la talla de Mario Bauzá, Doug Mettome, Jimmy Nottingham, Eddie Bert, Fred Zito, Lenny Hambro y Flip Phillips. Utilizando la sección rítmica de los Afro-Cubans de Machito (René Hernández, Bobby Rodríguez, Uba Nieto, Luis Miranda y José Mangual), la formación graba para Norman Granz y se presenta en Birdland.
En 1956, O'Farrill regresa de nuevo a La Habana y graba «Chico's Cha-Cha-Cha», adaptando el ritmo propio de charanga al formato big band. La Orquesta Riverside cubre su «Cuban Blues». Es una época que hace mella en la música cubana. Chico realiza descargas para el sello Gema y arreglos para Bola de Nieve, el Cuarteto D'Aida y el director de orquesta Aldemaro Romero. 
A finales de esa misma década, O'Farrill viaja a México, en esas fechas plaza esencial para todo músico latinoamericano. Allí vuelve a crear otra formación y se presenta en la televisión como director musical del cantante Andy Russell. Cuando regresa a Nueva York, ya en la década de los sesenta, se convierte en arreglista de figuras tan disímiles como La Lupe (They Call Me La Lupe), Cal Tjader (Along Comes Cal), Clark Terry (Spanish Rice), Count Basie (High Voltage), Gato Barbieri (Chapter Three: Viva Emiliano Zapata), Ringo Starr (Night and Day) y David Bowie (I Know It's Gonna Happen, Looking for Lester). Esta etapa se extiende hasta finales del siglo XX, aunque ya en el último tercio de la década de 1970, las big bands pasan a la historia para O'Farrill, y comienza a trabajar en el lucrativo campo de la música para anuncios publicitarios de televisión.

### Situación actual
En los años 1980, tocó con músicos dispares, como Carla Bley. En 1995, más de treinta años después de haber grabado su último disco, el productor Todd Barkan rescata a O'Farrill del abandono con Pure Emotion, muestrario de su trayectoria musical que es nominado para un Grammy. En el verano de 1996, Chico realiza una gira europea con su orquesta. Para algunos autores, O'Farrill es, de todos los músicos que han realizado arreglos en el ámbito del jazz latino, el que consigue un tono más ajustado, con partituras sutilmente coloreadas.